# Eclipse (песня Hardwell)
«Eclipse» — песня голландского диджея Hardwell. Это начальная песня и четвёртый сингл с его дебютного студийного альбома United We Are.

## Предыстория
Hardwell проигрывал песню на Ultra Music Festival с 2014 года, как начальную песню.

## Чарты
| Чарт (2015)                 | Высшая позиция |
| --------------------------- | -------------- |
| Австрия (Ö3 Austria Top 40) | 34             |